# Jean XI Loisier
Dom Jean XI Loisier, né en 1494 à Seurre, mort le 26 décembre 1559 à Vougeot à l'âge de 65 ans est le 48e abbé de Cîteaux (30 juin 1540 - 26 décembre 1559).

## Biographie
Dom Jean XI Loisier est à l’origine de la construction du Château du Clos de Vougeot, dans la Côte d’Or. Il décide notamment en 1551 d’ajouter aux bâtiments d’exploitations déjà existants, une maison de plaisance. C’est finalement un véritable château dans les vignes dont la construction a été inspirée du Louvre de Henri II de France.
Il est également à l’origine de l’orgue de l’abbaye de Cîteaux, dont la construction a été entreprise sous son abbatiat et que l’on considérait comme un des plus beaux de France, jusqu’à sa destruction en 1791, lors de la Révolution française.
Il a été inhumé à Vougeot.